# Pied en cabriole

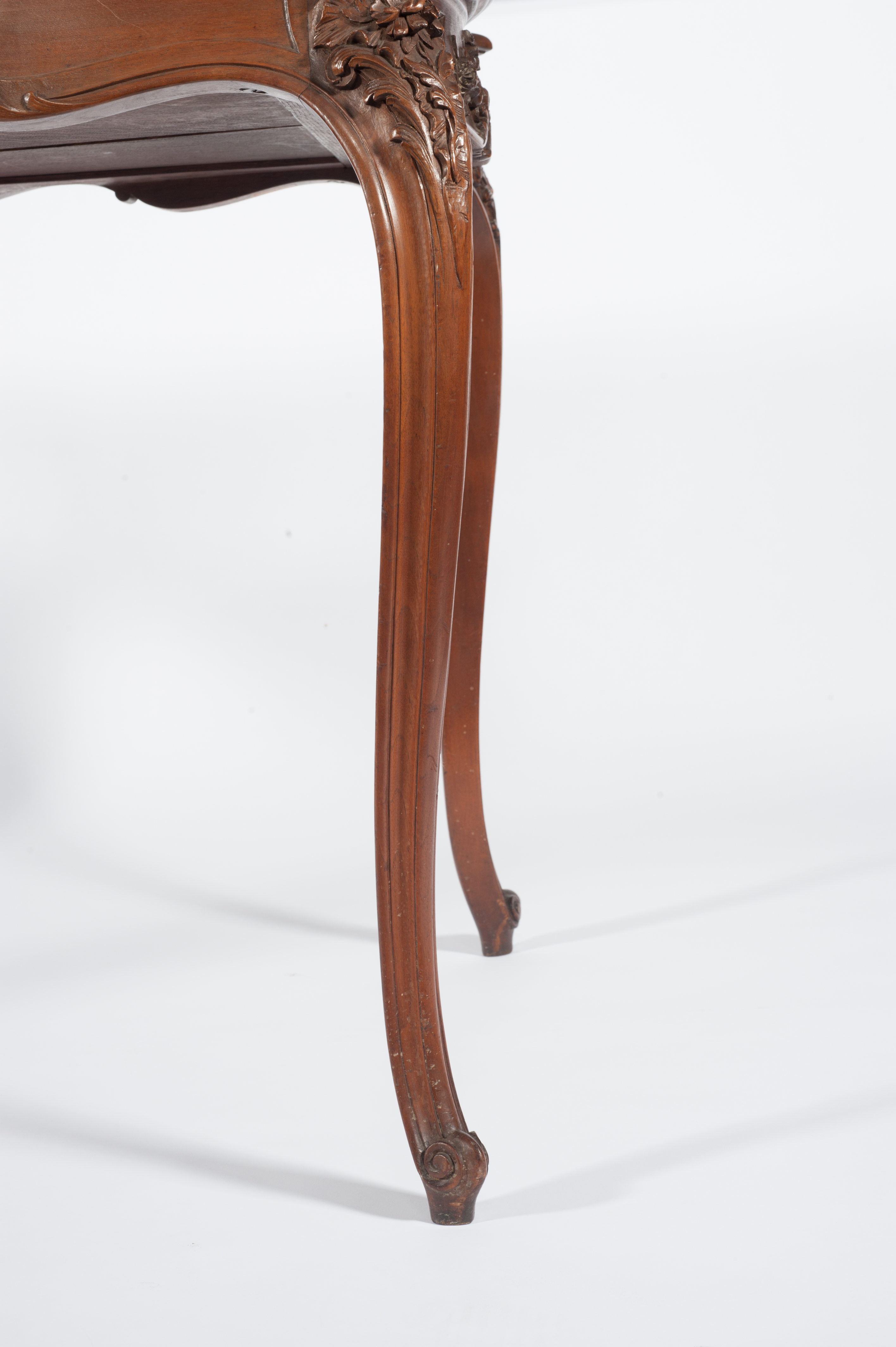
Pied de table en cabriole.

Un pied en cabriole est un style particulier de pied de meuble.

## Caractéristiques
Le pied en cabriole est formé de deux arcs ; l'arc supérieur est convexe et tourné vers l'extérieur, tandis que l'arc inférieur est concave et tourné vers l'intérieur. Ce style a été utilisé dans l'Antiquité par les Chinois et les Grecs, mais il n'est apparu en Europe qu'au début du XVIIIe siècle, caractérisant les nouveaux styles curvilinéaires apparus en France, en Angleterre, et aux Pays-Bas.
Les pieds en cabriole se terminent parfois en pieds griffés, en Angleterre, cette association est caractéristique du style de mobilier utilisé sous le règne de la reine Anne ainsi que des meubles réalisés par Chippendale. En France, les pieds en cabriole sont associés au style Louis XV. Les pieds en cabriole apparurent aux États-Unis pour la première fois au XVIIIe siècle. Au fondement de ce style nouveau se trouve l'imitation des pattes de certains mammifères, notamment les ongulés ; il doit son nom au terme cabriole, qui signifier littéralement sauter à la manière d'une chèvre.

## Histoire

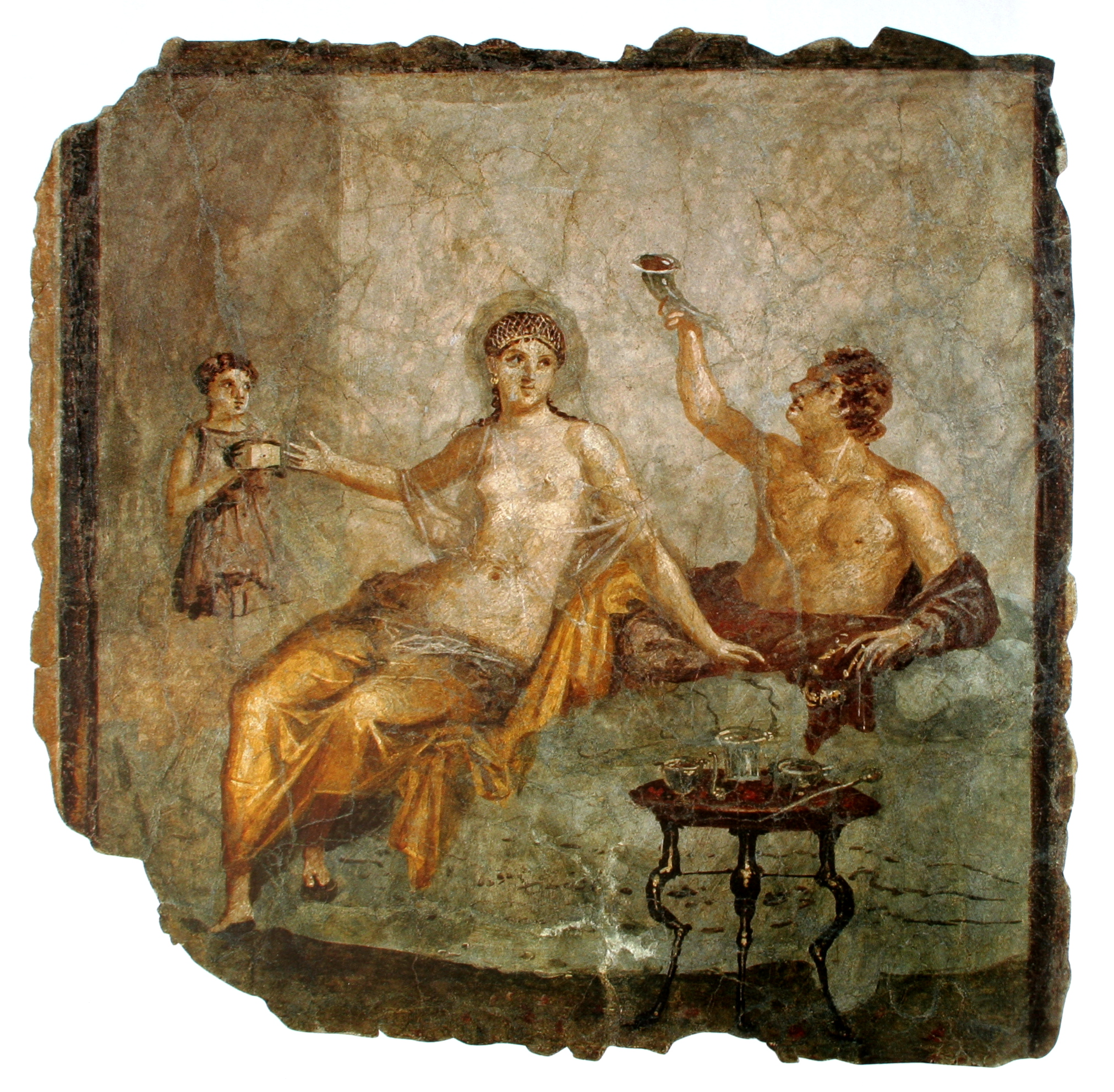
Représentation d'une table à pieds en cabriole à Herculanum, en Italie, au Ier siècle ap. J.-C.

Le pied en cabriole fut d'abord utilisé dans la Chine antique et en Grèce antique. Dans le mobilier chinois, le pied en cabriole était surtout associé aux tables laquées. Tandis que la civilisation chinoise conserva cette tradition stylistique, l'Occident vit disparaître le pied en cabriole au Moyen Âge. Ce n'est qu'en France, au début du XVIIIe siècle, que le pied en cabriole fit sa réapparition, faisant partie du style Rococo. Le pied en cabriole fit ensuite son apparition en Angleterre, où il devint caractéristique du style de mobilier Queen Anne, qui s'étendit de 1712 à 1760. (Le règne de la Reine Anne s'étend de 1702 à 1712, mais le mobilier de style Queen Anne perdure jusqu'en 1760.) Les chaises typiques de ce style ont des pieds arrondis et un dossier en arceau. (Il est également possible de rencontrer des chaises de style Queen Anne, d'inspiration chinoise, aux contours plus rectilignes mais disposant néanmoins de pieds en cabriole.) Vers 1750 le pied en cabriole évolua avec l'avènement du style de mobilier Chippendale, qui introduit un certain raffinement dans la forme du pied en cabriole.
Un style particulier de mobilier se développa en Amérique vers le milieu du XVIIIe siècle, empruntant de nombreux éléments au style Queen Anne. Le pied en cabriole occupe une place importante dans cette période du mobilier américain, cette dernière est d'ailleurs souvent nommée « période cabriole », étant donné que ce style fut employé pour une grande partie du mobilier. Des différences régionales dans le style du pied en cabriole ont émergé en Amérique à partir du milieu et jusqu'à la fin du XVIIIe siècle. Dans le Massachusetts par exemple, les pieds en cabriole étaient bien plus fins que dans les autres régions.

## Fabrication

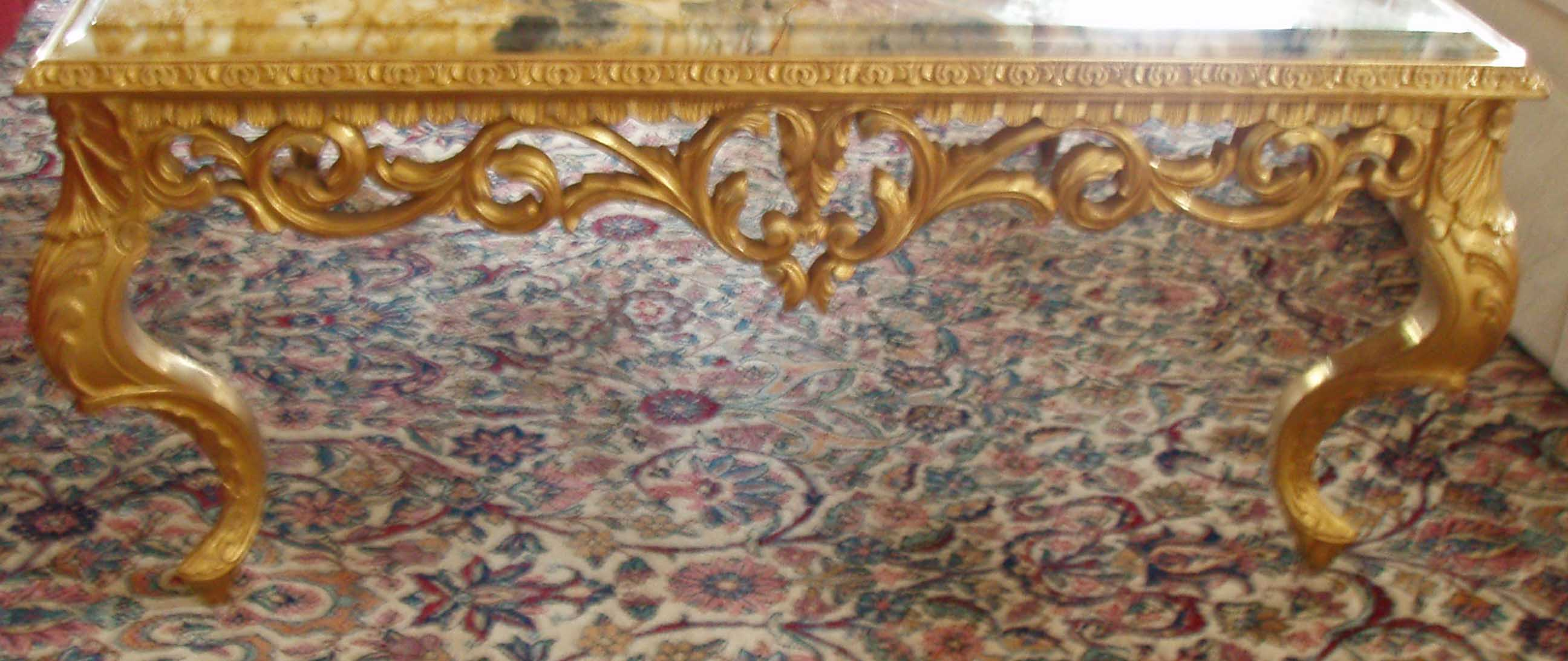
Une table à plateau en marbre disposant de pieds en cabriole.

De nos jours, le pied en cabriole continue d'être utilisé, des techniques de fabrication modernes sont employées afin de réaliser sa forme complexe. Dans un premier temps un gabarit en carton ou en isorel est réalisé. La forme courbe du pied en cabriole le rend moins résistant ; c'est pourquoi il doit être fabriqué à partir d'un morceau de bois solide. Le façonnage de la pièce est tout d'abord réalisé grâce à un tour, et il est achevé à l'aide d'une scie à ruban en raison de la complexité des formes. La finition s'effectue avec des outils tels que le wastringue, la râpe ou le grattoir. L'extrémité du pied peut être de forme arrondie ou prendre l'aspect d'une griffe.

## Exemples dans les collections célèbres
Les meubles anciens comptent un nombre important d'exemples de pieds en cabriole. Dans la célèbre collection d'Henry Cavendish, il est possible de trouver dix chaises en bois de citronnier disposant de pieds en cabriole, ainsi qu'une causeuse disposant de pareils attributs. Il est également possible de trouver un guéridon en bois de cerisier provenant de Gloucester, ayant de pieds en cabriole, il fut fabriqué entre 1725 et 1750 selon l'Essex Institute ; par ailleurs, cet exemplaire est remarquable car les pieds furent joints à l'aide de queues d'aronde, une méthode précoce pour cette époque.